# Czy boisz się ciemności?
Czy boisz się ciemności? (ang. Are You Afraid of the Dark?) – kanadyjsko-amerykański serial dla młodzieży z gatunku science fiction i horroru. Pomysł zrealizowania serialu tego typu zrodził się w Kanadzie w telewizji YTV i Cinar oraz w USA w koncernie Nickelodeon. Cały serial nakręcono w Quebecu, głównie w Montrealu. Pierwszy odcinek, Opowieść o taksówce widmo, został wyemitowany w Halloween 1991 roku. W Polsce serial emitowany był od 22 października 1995 r. przez Canal+ (wersja z dubbingiem), a następnie, do grudnia 2001, przez RTL 7 (wersja z lektorem).

## Fabuła
Serial opowiada o grupie młodzieży, która zwie się „Stowarzyszeniem ciemności”. Co tydzień, spotykają się w lesie, w tajnym miejscu, a jeden z członków opowiada straszną historię. To co opowiada, widz widzi na ekranie. Historia opowiedziana jest pomiędzy przyjściem stowarzyszenia do lasu a ich odejściem. Każdy z członków rozpoczyna historię słowami: „Przedstawiony z ramienia Stowarzyszenia Ciemności, nazywam tę historię...” i wsypuje garść saletry potasowej do ogniska, po czym unosi się gęsty, biały dym, i kończy: „Opowieść o...” i podaje tytuł.
Tematyka opowieści to zjawiska paranormalne, takie jak: duchy, magia, nawiedzone domy, kosmici czy czarownice. Zwykle każdy odcinek został nakręcony w lesie i opuszczonych domach, bądź w miejscach publicznych, takich jak biblioteka czy szkoła.
Źródła historii są różne. Zazwyczaj są to bajki, bądź miejskie legendy.
Wiele z opowiadań, miało szczęśliwe zakończenie. Na przykład w „Opowieści o samotnym duchu”, umarłe dziecko i jego matka, w podeszłym wieku, spotykają się i odchodzą. Prawie każda historia, kończy się ucieczką głównego bohatera od danego koszmaru bądź zjawy.

## Reżyserzy
- D.J. MacHale
- Jacques Laberge
- Adam Weissman (I seria)
- David Winning (I seria)

## Scenariusz
- Gerald Wexler
- Naomi Janzen

## Główni aktorzy
- Ross Hull – Gary
- Jodie Resther – Kiki
- Jason Alisharan – Frank (1992–1995)
- Rachel Blanchard – Kristen (1992–1993)
- Raine Pare-Coull – Betty Ann
- Jacob Tierney – Eric (1992)
- Daniel DeSanto – Tucker (1994–1996)
- Nathaniel Moreau – David (1992–1993)
- Joanna García – Sam (1994–1996)
- Ryan Gosling – Jamie
- Vanessa Lengies – Vange
- Elisha Cuthbert – Megan
- David Deveau – Andy
- Codie Lucas Wilbee – Stig (1995–1996)
- Richard Dumont – Sardo
- Kareem Blackwell – Quinn
- Sam Ashe Arnold – Gavin
- Miya Cech – Akiko
- Tamara Smart – Louise
- Jeremy Ray Taylor – Graham
- Lyliana Wray – Rachel
- Rafael Casal – Mr. Tophat

## Aktorzy występujący gościnnie
- Jennifer Irwin (I seria) – Candy (1993)
- Jay Baruchel – Joe
- Brigid Tierney – Emma
- Aron Tager – Doktor Vink / Zeebo
- Polly Shannon – Sophie
- Rachel Wilson (I seria)- Katie
- Lexi Randall – Cindy
- Jewel Staite – Kelly
- Oren Sofer – Colin
- Dominic Zamprogna – Jed / Rush Kreegan
- Nicole Lyn – Jennifer (1993)
- Tatyana Ali – Laura / Connie
- Sheena Larkin – Niania / Sara
- Jennifer Meyer (I seria) – Claudia
- Andrea Lui – Vickey
- David Francis (I seria) – Giles / Stary Corcoran / Daniel Carpenter
- Emmanuelle Chriqui – Amanda (1996)
- Eddie Kaye Thomas – Matt Dorney (1994)
- Kyle Alisharan – Tyler
- Richard Dumont – Sardo
- Brian Dooley (I seria)- Flynn
- Jamieson Boulanger – Ben Buckley
- Jean Marie Barnwell – Catherine (1996)
- Emily Hampshire – Sandy Campbell / Heather
- Neve Campbell – Nonnie Walker
- Laura Vandervoort – Ashley Fox (2000)
- Andrea Nemeth – Erica (1994)
- Sean Ryan (I seria) – Buzz
- Jason Tremblay – Denny / Bostick
- Barbara Eve Harris – Sally (1992)
- Charlie Hofheimer – Dean Wilson (1994)
- Mia Kirshner – Pam
- Tamar Kozlov – Kathy / Cissy Vernon
- Aaron Ashmore – Billy / Jake
- Christian Tessier – Josh / Kullback
- Laura Bertram – Amanda / Laurel
- Eric Johnson (I seria) – Sly
- Laura Levin – Beth
- Aaron John Buckley (I seria) – Lonnie
- Pauline Little – Ciocia Dottie / Ruth Buckley / Biblotekarka
- Jennie Lévesque – Samotny Duch
- Gordon Masten – Nauczyciel WF-u
- Maxwell Medeiros – Kevin
- Ann Page – Panna Clove
- Noah Plener – Dougie / Todd Marker
- Linda Smith (I seria) – Pani Freeman
- Paul Stewart (II seria) – Pan Freeman
- Melissa Joan Hart – Daphne
- Jennifer Gula – Amy
- Ais Snyder – Beth
- Eugene Byrd – Weeds
- Griffith Brewer (I seria) – Stary Człowiek / Urzędnik Telekomunikacji / Kapitan Westchester
- Don Jordan (I seria) – Doug / Pan Robinson
- Maria King – Danny
- Ethan Tobman – Peter
- Barbara Ann Jones – Pani Angelli (1994)
- Carl Alacchi – Pan Braun / Wilkołak
- Mark Camacho – Dostawca / Leonard Buckley
- Noah Godfrey – Dayday
- Johnni – Pan Mitchell
- Johnny Morina – Lex Brown
- Françoise Robertson – Pani Braun
- Jane Gilchrist – Panna Crenshaw
- Mathew Mackay – Dean / Ricky
- Chris Nash (I seria) – Acolyte
- Tara Lipinski – Ellen
- Benjamin Plener – Jake
- David Steinberg (III seria) – Shawn O’Grady
- Gilbert Gottfried – Roy
- Roland Smith (I seria) – Badge
- Charles S. Dutton – Kapitan Cutter
- Mark Bromilow – Pan Hałas

## Spis odcinków
| N/o                        | Polski tytuł                                   | Angielski tytuł                       |
| -------------------------- | ---------------------------------------------- | ------------------------------------- |
|                            |                                                |                                       |
| SERIA PIERWSZA (1990–1991) |                                                |                                       |
|                            |                                                |                                       |
| 01                         | Opowieść o taksówce widmo                      | The Tale of the Phantom Cab           |
|                            |                                                |                                       |
| 02                         | Opowieść o śmiechu w ciemności                 | The Tale of Laughing in the Dark      |
|                            |                                                |                                       |
| 03                         | Opowieść o samotnym duchu                      | The Tale of the Lonely Ghost          |
|                            |                                                |                                       |
| 04                         | Opowieść o wygiętym szponie                    | The Tale of the Twisted Claw          |
|                            |                                                |                                       |
| 05                         | Opowieść o wygłodniałych psach                 | The Tale of the Hungry Hounds         |
|                            |                                                |                                       |
| 06                         | Opowieść o niezwykłych okularach               | The Tale of the Super Specs           |
|                            |                                                |                                       |
| 07                         | Opowieść o uwięzionych duszach                 | The Tale of the Captured Souls        |
|                            |                                                |                                       |
| 08                         | Opowieść o nocnych sąsiadach                   | The Tale of the Nightly Neighbors     |
|                            |                                                |                                       |
| 09                         | Opowieść o uczniu czarnoksiężnika              | The Tale of the Sorcerer’s Apprentice |
|                            |                                                |                                       |
| 10                         | Opowieść o Jake'u i krasnalu                   | The Tale of Jake and the Leprechaun   |
|                            |                                                |                                       |
| 11                         | Opowieść o mrocznej muzyce                     | The Tale of the Dark Music            |
|                            |                                                |                                       |
| 12                         | Opowieść o królowej studniówki                 | The Tale of the Prom Queen            |
|                            |                                                |                                       |
| 13                         | Opowieść o Czarodzieju Gier                    | The Tale of the Pinball Wizard        |
|                            |                                                |                                       |
| SERIA DRUGA (1991–1992)    |                                                |                                       |
|                            |                                                |                                       |
| 14                         | Opowieść o ostatnim życzeniu                   | The Tale of the Final Wish            |
|                            |                                                |                                       |
| 15                         | Opowieść o północnym szaleństwie               | The Tale of the Midnight Madness      |
|                            |                                                |                                       |
| 16                         | Opowieść o szafce nr 22                        | The Tale Of Locker 22                 |
|                            |                                                |                                       |
| 17                         | Opowieść o 13 piętrze                          | The Tale of the Thirteenth Floor      |
|                            |                                                |                                       |
| 18                         | Opowieść o maszynie snów                       | The Tale of the Dream Machine         |
|                            |                                                |                                       |
| 19                         | Opowieść o mrocznym smoku                      | The Tale of the Dark Dragon           |
|                            |                                                |                                       |
| 20                         | Opowieść o zamarzniętym duchu                  | The Tale of the Frozen Ghost          |
|                            |                                                |                                       |
| 21                         | Opowieść o szepczących ścianach                | The Tale of the Whispering Walls      |
|                            |                                                |                                       |
| 22                         | Opowieść o pełni księżyca                      | The Tale of the Full Moon             |
|                            |                                                |                                       |
| 23                         | Opowieść o czerwonym rowerze                   | The Tale of the Shiny Red Bicycle     |
|                            |                                                |                                       |
| 24                         | Opowieść o asystencie magika                   | The Tale of the Magician's Assistant  |
|                            |                                                |                                       |
| 25                         | Opowieść o wylęgarni                           | The Tale of the Hatching              |
|                            |                                                |                                       |
| 26                         | Opowieść o starym Corcoranie                   | The Tale of Old Man Corcoran          |
|                            |                                                |                                       |
| SERIA TRZECIA (1992–1993)  |                                                |                                       |
|                            |                                                |                                       |
| 27                         | Opowieść o nocnym jeźdźcu                      | The Tale of the Midnight Ride         |
|                            |                                                |                                       |
| 28                         | Opowieść o mieszkaniu 214                      | The Tale of Apartment 214             |
|                            |                                                |                                       |
| 29                         | Opowieść o lesie Podglądacza                   | The Tale of Watcher's Woods           |
|                            |                                                |                                       |
| 30                         | Opowieść o telefonicznej policji               | The Tale of the Phone Police          |
|                            |                                                |                                       |
| 31                         | Opowieść o lalkach                             | The Tale of the Dollmaker             |
|                            |                                                |                                       |
| 32                         | Opowieść o opiekunce do dzieci                 | The Tale of the Bookish Babysitter    |
|                            |                                                |                                       |
| 33                         | Opowieść o rzeźbionym kamieniu                 | The Tale of the Carved Stone          |
|                            |                                                |                                       |
| 34                         | Opowieść o klątwie                             | The Tale of the Guardian's Curse      |
|                            |                                                |                                       |
| 35                         | Opowieść o niezwykłym aparacie                 | The Tale of the Curious Camera        |
|                            |                                                |                                       |
| 36                         | Opowieść o dziewczynie ze snów                 | The Tale of the Dream Girl            |
|                            |                                                |                                       |
| 37                         | Opowieść o żywym srebrze                       | The Tale of the Quicksilver           |
|                            |                                                |                                       |
| 38                         | Opowieść o karmazynowym klaunie                | The Tale of the Crimson Clown         |
|                            |                                                |                                       |
| 39                         | Opowieść o Niebezpiecznej Zupie                | The Tale of the Dangerous Soup        |
|                            |                                                |                                       |
| SERIA CZWARTA (1993–1994)  |                                                |                                       |
|                            |                                                |                                       |
| 40                         |                                                | The Tale of Cutter's Treasure Part 1  |
|                            |                                                |                                       |
| 41                         |                                                | The Tale of Cutter's Treasure Part 2  |
|                            |                                                |                                       |
| 42                         |                                                | The Tale of the Renegade Virus        |
|                            |                                                |                                       |
| 43                         | Opowieść o cichej bibliotekarce                | The Tale of the Quiet Librarian       |
|                            |                                                |                                       |
| 44                         | Opowieść o Wodnym Demonie                      | The Tale of the Water Demons          |
|                            |                                                |                                       |
| 45                         | Opowieść o medalionie                          | The Tale of the Long Ago Locket       |
|                            |                                                |                                       |
| 46                         | Opowieść o niemym słudze                       | The Tale of the Silent Servant        |
|                            |                                                |                                       |
| 47                         | Opowieść o pokoju do wynajęcia                 | The Tale of the Room for Rent         |
|                            |                                                |                                       |
| 48                         | Opowieść o upiornym błaźnie                    | The Tale of the Ghastly Grinner       |
|                            |                                                |                                       |
| 49                         | Opowieść o Płonącym Duchu                      | The Tale of the Fire Ghost            |
|                            |                                                |                                       |
| 50                         | Opowieść o Niedokończonym Obrazie              | The Tale of the Unfinished Painting   |
|                            |                                                |                                       |
| 51                         | Opowieść o nieziemskiej menażerii              | The Tale of the Closet Keepers        |
|                            |                                                |                                       |
| 52                         | Opowieść o Pociągu Widmie                      | The Tale of Train Magic               |
|                            |                                                |                                       |
| SERIA PIĄTA (1995–1996)    |                                                |                                       |
|                            |                                                |                                       |
| 53                         | Opowieść o topielcu                            | The Tale of the Dead Man’s Float      |
|                            |                                                |                                       |
| 54                         |                                                | The Tale of the Jagged Sign           |
|                            |                                                |                                       |
| 55                         | Opowieść o stacji 109.1                        | The Tale of Station 109.1             |
|                            |                                                |                                       |
| 56                         | Opowieść o tajemnicznym lustrze                | The Tale of the Mystical Mirror       |
|                            |                                                |                                       |
| 57                         |                                                | The Tale of the Chameleons            |
|                            |                                                |                                       |
| 58                         | Opowieść o przeszłości skazańca                | The Tale of Prisoner's Past           |
|                            |                                                |                                       |
| 59                         | Opowieść o C7                                  | The Tale of C7                        |
|                            |                                                |                                       |
| 60                         |                                                | The Tale of Manaha                    |
|                            |                                                |                                       |
| 61                         | Opowieść o niespodziewanym gościu              | The Tale of the Unexpected Visitor    |
|                            |                                                |                                       |
| 62                         |                                                | The Tale of the Vacant Lot            |
|                            |                                                |                                       |
| 63                         | Opowieść o zamkniętych drzwiach                | The Tale of a Door Unlocked           |
|                            |                                                |                                       |
| 64                         | Opowieść o nocnej zmianie                      | The Tale of the Night Shift           |
|                            |                                                |                                       |
| 65                         | Opowieść o borsuku                             | The Tale of Badge                     |
|                            |                                                |                                       |
| SERIA SZÓSTA (1999)        |                                                |                                       |
|                            |                                                |                                       |
| 66                         |                                                | The Tale of the Forever Game          |
|                            |                                                |                                       |
| 67                         |                                                | The Tale of the Zombie Dice           |
|                            |                                                |                                       |
| 68                         | Opowieść o Jake'u wężu                         | The Tale of Jake the Snake            |
|                            |                                                |                                       |
| 69                         |                                                | The Tale of the Virtual Pets          |
|                            |                                                |                                       |
| 70                         | Opowieść o niepomyślnej wróżbie                | The Tale of the Misfortune Cookie     |
|                            |                                                |                                       |
| 71                         |                                                | The Tale of the Gruesome Gourmets     |
|                            |                                                |                                       |
| 72                         | Opowieść o myśliwych                           | The Tale of the Hunted                |
|                            |                                                |                                       |
| 73                         |                                                | The Tale of Vampire Town              |
|                            |                                                |                                       |
| 74                         |                                                | The Tale of the Wisdom Glass          |
|                            |                                                |                                       |
| 75                         |                                                | The Tale of the Walking Shadow        |
|                            |                                                |                                       |
| 76                         | Opowieść o krainie zapomnienia                 | The Tale of Oblivion                  |
|                            |                                                |                                       |
| 77                         |                                                | The Tale of the Secret Admirer        |
|                            |                                                |                                       |
| 78                         | Opowieść o tajemniczej grani                   | The Tale of Bigfoot Ridge             |
|                            |                                                |                                       |
| SERIA SIÓDMA (2000)        |                                                |                                       |
|                            |                                                |                                       |
| 79                         |                                                | The Tale of the Silver Sight Part 1   |
|                            |                                                |                                       |
| 80                         |                                                | The Tale of the Silver Sight Part 2   |
|                            |                                                |                                       |
| 81                         |                                                | The Tale of the Silver Sight Part 3   |
|                            |                                                |                                       |
| 82                         |                                                | The Tale of the Lunar Locusts         |
|                            |                                                |                                       |
| 83                         | Opowieść o kamiennej damie                     | The Tale of the Stone Maiden          |
|                            |                                                |                                       |
| 84                         |                                                | The Tale of Highway 13                |
|                            |                                                |                                       |
| 85                         | Opowieść o reanimatorze                        | The Tale of the Reanimator            |
|                            |                                                |                                       |
| 86                         |                                                | The Tale of the Time Trap             |
|                            |                                                |                                       |
| 87                         |                                                | The Tale of the Photo Finish          |
|                            |                                                |                                       |
| 88                         | Opowieść o Ostatnim Tańcu                      | The Tale of the Last Dance            |
|                            |                                                |                                       |
| 89                         |                                                | The Tale of the Laser Maze            |
|                            |                                                |                                       |
| 90                         | Opowieść o wielu twarzach                      | The Tale of Many Faces                |
|                            |                                                |                                       |
| 91                         |                                                | The Tale of the Night Nurse           |
|                            |                                                |                                       |
| SERIA ÓSMA (2019)          |                                                |                                       |
|                            |                                                |                                       |
| 92                         | Część pierwsza: Przedstawione do zatwierdzenia | Part One: Submitted for Approval      |
|                            |                                                |                                       |
| 93                         | Część druga: Inauguracja                       | Part Two: Opening Night               |
|                            |                                                |                                       |
| 94                         | Część trzecia: Zniszcz ten cylinder            | Part Three: Destroy All Tophats       |
|                            |                                                |                                       |